# Дюпина, Любовь Ивановна
Любо́вь Ива́новна Дю́пина (28 мая 1955 год, Русский Кандыз, Оренбургская область) — советская биатлонистка, двукратная чемпионка СССР, мастер спорта СССР по лыжным гонкам (1978) и биатлону (1983).

## Биография
Спортом занималась в спортивном клубе им. Н. Ф. Гастелло (тренеры Ф. М. Абдрахимов, П. К. Ямалеев), в Башкирском областном комитете ДОСААФ в Уфе у тренера М. З. Мударисова.
На чемпионате СССР 1982 года одержала победу в спринте[уточнить]. На следующем чемпионате страны, в 1983 году, выиграла золото в индивидуальной гонке и серебро в эстафете. Кроме того, становилась победительницей всесоюзоного первенства ДОСААФ (1983).
В 1981—1984 годах входила в сборную команду СССР. На первом чемпионате мира среди женщин, проходившем в 1984 году во французском Шамони, заняла 11-е место в индивидуальной гонке и 18-е место в спринте.
С 2002 года работает тренером в ГБОУ СШОР РБ по биатлону (Уфа). Имеет первую судейскую категорию. Участвует в ветеранских соревнованиях.
Награждена званием «Выдающийся спортсмен Республики Башкортостан» (1993).